# Poklicna higiena
Poklicna higiena oz. delovni pogoji je pričakovanje, priznavanje, vrednotenje, nadzor in preprečevanje nevarnosti pri delu, ki lahko povzroči poškodbe, bolezni ali vplivajo na dobro počutje delavcev. Te nevarnosti ali stresorji so običajno razdeljeni v kategorije: biološke, kemijske, fizikalne, ergonomske in psihosocialne. ]]. Tveganje za zdravje od danega stresorja je odvisno od nevarnosti, premosorazmerno z izpostavljenostjo posameznika ali skupine. ]] Za kemikalije, lahko nevarnost povežemo z velikostjo odmereka, najpogosteje na podlagi toksikoloških študij in modelov. Strokovnjaki, ki se ukvarjajo s poklicno higieno tesno sodelujejo s toksikologi (glej toksikologijo) za razumevanje kemijskih nevarnosti, fiziki (glej fiziko) za fizikalne nevarnosti, ter z zdravniki in mikrobiologi za biološke dejavnike tveganja (glej mikrobiologijo medicine tropskih okužb).Delavci na področju poklicne higiene oz. delovnih pogojev so strokovnjaki s področja znanosti o izpostavljenosti in upravljanja s tveganji le teh . Odvisno od vrste posameznikovega delovnega mesta, bo strokovnjak iz omenjenega področja uporabil svoje znanstveno in strokovno znanje ter izkušnje za zaščito delavcev, potrošnikov in / ali skupnosti.
Britansko združenje za poklicno higieno (BOHS) določa, da je "poklicna higiena znanost o preprečevanju slabega zdravja na delu, skozi prepoznavanje, ocenjevanje in obvladovanje tveganj". ]]. Mednarodno združenje za poklicno higiena (IOHA) obravnava poklicno higieno kot disciplino predvidevanja, prepoznavanja, ocenjevanja in obvladovanje nevarnosti za zdravje v delovnem okolju s ciljem varovanja zdravja delavcev in dobro počutje in zaščito skupnosti na splošno. ]].. Izraz "poklicna higiena" (ki se uporablja v Veliki Britaniji in državah Commonwealtha, kot tudi v velikem delu Evrope), je sinonim za "industrijsko higieno" (ki se uporablja v ZDA, Latinski Ameriki in drugih državah, ki so prejeli začetno tehnično pomoč ali usposabljanje iz virov v ZDA). Izraz "industrijska higiena" tradicionalno izhaja iz gradbeništva, rudarstva in predelovalnih dejavnosti med tem ko se termin "poklicna higiena" nanaša na vse vrste industrije, kot so tiste, navedene za "industrijsko higieno" kot tudi na industrije finančnih in podpornih storitev, in se sklicuje na "delo" in "delovno mesto" na splošno. Okoljska higiena obravnava podobna vprašanja kot poklicna higiena, vendar je verjetno, da bo zadevala širši pojem industrije ali širša vprašanja, ki zadevajo lokalne skupnosti, širšo družbo, regijo ali državo.
Poklic, ki se ukvarja s poklicno higieno uporablja dosledno in strogo znanstveno metodologijo in pogosto zahteva strokovno presojo, ki temelji na izkušnjah in izobraževanju pri določanju potenciala nevarnih tveganj izpostavljenosti na delovnem mestu in okoljske študije. Te vidike poklicne higiene lahko pogosto označimo kot "stroka" poklicne higiene in se uporablja v podobnem smislu na "medicinska stroka" . V resnici je "poklicna higiena" oboje tako vidik preventivne medicine kot tudi vidik medicine, s tem da je njen cilj, preprečevanje poklicnih bolezni, s pomočjo znanosti o upravljanju s tveganji, oceno izpostavljenosti in industrijsko varnostjo. Konec koncev strokovnjaki skušajo izvajati "varne" sisteme, postopke ali metode, ki se uporabljajo na delovnem mestu ali v okolju.